# Тудор Памфиле
Тудор Памфиле (Цепу, 11. јун 1883 — Кишињев, 21. октобар 1921) био је румунски књижевник, етнолог и фолклорист.

## Биографија
Тудор Памфиле је рођен 11. јуна 1883. године у селу Цепу у округу Текучи (данас округ Галаши). Основну школу и гимназију похађао је у родном селу, а потом је био пребачен у Војну школу у Букурешту. За време својих студија, Тудор Памфиле се спријатељио са Јоаном Биануом, који га је упознао са књижевним круговима у Букурешту. По завршетку студија био је распоређен у Трећи хусарски пук у општини Барлад.
Рад Тудора Памфилеа као писца био је под значајним утицајем етнографа и фолклористе Симеона Флорее Маријана. Памфиле је био уредник магазина Јон Кренге и Мирон Костин, а оба су излазила у општини Барлад. Он је такође подржавао магазин Freamătul који је првобитно излазио у Текучију, али се потом преселио у Барлад. Написао је неколико етнографских студија и допринео магазинима Şezătoarea, Analele Academiei Române, Convorbiri Literare, Floarea darurilor, Însemnări literare, Lamura, Viața Românească, Viaţa literară şi artistică и Lumina poporului. Заједно са Ђорђем Тутовеануом и Томом Кирикуцом, Памфиле је био један од оснивача књижевног друштва Academia Bârlădeană.
Преминуо је 21. октобра 1921. године у Кишињеву (данас у Молдавији).